# Keglespil
Keglespil (eller kegler) er en sportsgren, hvor formålet er at vælte flest kegler på 120 skud, idet man kaster en kugle, der skal vælte op til ni kegler, som er placeret i diamantform for enden af en keglebane. Der findes flere typer keglespil, herunder bohle og classic. Med mindre andet er nævnt, menes der i denne artikel bohle, hvor banen hælder ind mod midten ( dvs. med en hulning i banen).

## Anlæg, kegler og kugler

### Anlæg
Kegleanlægget består af flere sektioner. Den del af anlægget, som kuglen triller på, kaldes løbefladen, som er 23,5 m lang og 35 cm bred, er lavet af træ og har en stigning på 10 cm fra start til slut. Foran løbefladen er afsætningsbanen, hvor kuglen kastes. Denne sektion er 5,5 m lang og har samme bredde som løbefladen. På hver side af afsætningsbanen er der en tilløbsbane til keglespilleren. Løbefladen har en hulning på maks. 4,5 mm på midten af banen, som dog udjævnes 12,5 cm før den såkaldte keglestand, hvor keglerne er opstillet. Oven for keglestanden er et automatisk hejseapparat monteret, som ved hjælp af et snoretræk kan rejse keglerne efter hvert kast.

### Kegler
Keglerne er massive og har en højde på omkring 40 cm, er 10 cm tykke og vejer ca. 1,7 kg stykket. Hver kegle har en snor i toppen, som er forbundet med hejseapparatet oven over keglestanden og som har en tilpas længde, så de kan vælte frit under spillet, når de er opstillet i diamantform (1-2-3-2-1) med et hjørne vendt ud mod løbefladen.

### Kugler
Kuglerne er lavet af kunststof og har en jævn overflade uden huller. Ungdomsspillere fra 8 til 14 år bruger kugler med en diameter på 14 cm og en vægt på 1,6 kg. Fra det fyldte 14. år må spilleren benytte store kugler (standard) på 16 cm i diameter og med en vægt på knap ca. 2,8 kg.

## Regler og pointgivning
Tekst mangler, hjælp os med at skrive teksten

## Historie
Historisk set har sporten været dyrket i flere tusinde år. Keglespil hed også kodespil. Først som underholdning på f.eks. markedspladser, men fra 1800-tallet som organiseret sport.

## Organisering
I Danmark organiseres sporten af Dansk Kegle Forbund. Der konkurreres både individuelt og i hold i to divisionsturneringer.
På internationalt plan organiseres sporten af World-Ninepin-Association (WNBA).